# Pandemia de COVID-19 na Guiné-Bissau
Este artigo documenta os impactos da pandemia de coronavírus de 2020 na Guiné-Bissau pode não incluir todas as principais respostas e medidas contemporâneas.

## Cronologia
Em 25 de março, a Guiné-Bissau confirmou os dois primeiros casos de COVID-19, tratando-se de um trabalhador de uma empresa do Congo e um cidadão indiano.
Em 20 de Maio registavam-se 1.089 casos confirmados, com 42 já recuperados e seis óbitos.